# Fritz Fischer (läkare)
Fritz Fischer, född 5 oktober 1912 i Berlin-Tegel, död 2003 i Ingelheim, var en tysk kirurg. Under andra världskriget var han bland annat assistent åt Karl Gebhardt och utförde under dennes ledning medicinska experiment på kvinnliga lägerfångar i koncentrationslägret Ravensbrück.
Efter andra världskriget åtalades Fischer vid Läkarrättegången och dömdes till livstids fängelse för krigsförbrytelser och brott mot mänskligheten. Straffet omvandlades senare till 15 års fängelse, men han släpptes redan år 1954.